# Municipio de Richland (condado de Cambria)
El municipio de Richland (en inglés: Richland Township) es un municipio ubicado en el condado de Cambria en el estado estadounidense de Pensilvania. En el año 2000 tenía una población de 12.598 habitantes y una densidad poblacional de 243.7 personas por km².

## Geografía
El municipio de Richland se encuentra ubicado en las coordenadas 40°16′43″N 78°51′28″O / 40.27861, -78.85778.

## Demografía
Según la Oficina del Censo en 2000 los ingresos medios por hogar en la localidad eran de $36,280 y los ingresos medios por familia eran $45,395. Los hombres tenían unos ingresos medios de $35,420 frente a los $25,039 para las mujeres. La renta per cápita para la localidad era de $18,383. Alrededor del 7,2% de la población estaban por debajo del umbral de pobreza.